# Marc Martin (historien)
Pour les articles homonymes, voir Marc Martin (homonymie).
 (juillet 2021).
Marc Martin, né le 10 septembre 1930 à Durmignat et mort le 30 juin 2020 à Saint-Jean-des-Ollières, est un historien français qui a réalisé la première histoire à caractère scientifique de la publicité en France. Cette recherche a été diffusée sous le titre de Trois siècles de publicité en France, éd. Odile Jacob, 1992. Outre ce travail pionnier, Marc Martin a également contribué à l’histoire du journalisme notamment grâce à son ouvrage Médias et Journalistes de la République, éd. Odile Jacob, 1997. Il a travaillé sur l’histoire de la radio en France.

## Biographie
Marc Martin est né en 1930 d’un père instituteur, fils de petit paysan des Combrailles et d’une mère institutrice, fille d’un paysan mineur de la région de Saint-Éloy-les-Mines. Pensionnaire, il a suivi ses études secondaires au lycée Blaise-Pascal de Clermont-Ferrand pendant la guerre, ou par correspondance pendant les périodes de fermeture de celui-ci.
Élève d’hypokhâgne puis de khâgne au lycée Blaise-Pascal, il est devenu le disciple de l’historien Robert Schnerb. Après une licence et un mémoire de maîtrise à l’université de Clermont-Ferrand, il a préparé les concours de l’enseignement à l’Université de Lyon.
Professeur certifié, puis agrégé d’histoire, il a occupé des postes successivement à l’école militaire préparatoire d’Autun, au lycée d’Ales, puis de Corbeil-Essonnes et de Savigny-sur-Orge. En 1970, il est nommé assistant à l’université de Paris X-Nanterre, puis maître de conférences. Il a été par la suite Directeur du département d’histoire de l’université Paris X-Nanterre de 1982 à 1985, où il a soutenu en février 1992, une Thèse sur Travaux : Contribution à l’histoire des journalistes et du journalisme en France (XIXe-XXe) et à l’histoire de la publicité en France.

## Publications

### Ouvrages
- Les Origines de la presse militaire en France à la fin de l’Ancien Régime et sous la Révolution, 1770-1799, ministère de la Défense, éditions du Service historique de l’Armée de Terre, 1975.
- Histoire et médias : journalisme et journalistes français, 1950-1990, éd. Albin Michel, 1991.
- Trois siècles de publicité en France, éd. Odile Jacob, 1992.
- Médias et journalistes de la République, Paris, Odile Jacob, 1997, 496 p., 24 cm (ISBN 2-7381-0490-8 et 978-2-7381-0490-8, OCLC 416458408, BNF 36963601, SUDOC 004167015, présentation en ligne).
- La Presse régionale, éd. Fayard, 2002.
- Les Grands Reporters : le début du journalisme moderne, éd. Audibert, 2005.
- Les Pionniers de la publicité : Aventures et aventuriers de la publicité en France, 1836-1939, Nouveau Monde éditions, 2012.
- Recueil d’articles : Histoire de la publicité en France, Presses universitaires de Paris Ouest, 2012.

### Revues dans lesquelles cet auteur a publié des articles
- Les Cahiers d’histoire de la radiodiffusion.
- Le Temps des médias, revue d’histoire.
- Bulletin du Centre d’histoire de la France contemporaine.
- Humanisme et entreprise.